# Daniel B. Cathcart
Daniel B. Cathcart (* 8. Dezember 1906 in Boise, Idaho; † 23. Januar 1959 in Los Angeles, Kalifornien) war ein US-amerikanischer Artdirector und Szenenbildner, der zwei Mal für den Oscar für das beste Szenenbild nominiert war.

## Leben
Cathcart begann seine Laufbahn als Artdirector 1936 bei Metro-Goldwyn-Mayer (MGM) und stand dort bis zu seinem Tod unter Vertrag. Seine erste Mitarbeit war als stellvertretender Artdirector bei der von Richard Thorpe inszenierten Filmkomödie Dangerous Number (1937) mit Robert Young, Ann Sothern und Reginald Owen. In den folgenden Jahren arbeitete er bis zu seinem Tod an der szenischen Ausstattung von rund sechzig Filmen mit, darunter zahlreichen Western.
Er wurde erstmals mit Cedric Gibbons, Jacques Mersereau und Edwin B. Willis für den Oscar für das beste Szenenbild in einem Farbfilm nominiert, und zwar bei der Oscarverleihung 1944 für die unter der Regie von George Sidney entstandene Filmkomödie Thousands Cheer (1943) mit Kathryn Grayson, Gene Kelly und Mary Astor in den Hauptrollen.
Bei der Oscarverleihung 1945 war er als Associate Set Decorator zusammen mit Cedric Gibbons, Richard Pefferle und Edwin B. Willis für einen Oscar für das beste Szenenbild in dem Farbfilm Kismet (1944) von William Dieterle nominiert. In dem Fantasy-Abenteuerfilm spielten Ronald Colman, Marlene Dietrich und James Craig die Hauptrollen.

## Filmografie (Auswahl)
- 1937: Die Braut trug Rot (The Bride Wore Red)
- 1937: Der letzte Gangster (The Last Gangster)
- 1940: Die wunderbare Rettung (Strange Cargo)
- 1940: Liebling, du hast dich verändert (I Love You Again)
- 1941: Mädchen im Rampenlicht (Ziegfeld Girl)
- 1941: Arzt und Dämon (Dr. Jekyll and Mr. Hyde)
- 1941: Die Frau mit den zwei Gesichtern (Two-Faced Woman)
- 1943: Thousands Cheer
- 1944: Kismet
- 1945: Weekend im Waldorf (Week-End at the Waldorf)
- 1946: Bis die Wolken vorüberzieh’n (Till the Clouds Roll By)
- 1947: Tanz ohne Ende (The Unfinished Dance)
- 1947: Liebe in Fesseln (Cass Timberlane)
- 1948: B.F.’s Daughter
- 1948: Die unvollkommene Dame (Julia Misbehaves)
- 1949: Das Schicksal der Irene Forsyte (That Forsyte Woman)
- 1949: Spiel zu dritt (Take Me Out to the Ball Game)
- 1950: Drei Männer für Alison (Please Believe Me)
- 1950: Wilde Jahre in Lawrenceville (The Happy Years)
- 1950: Der Fischer von Louisiana (The Toast of New Orleans)
- 1951: Der Gauner und die Lady (The Law and the Lady)
- 1951: Karawane der Frauen (Westward the Women)
- 1951: Von Gier besessen (Inside Straight)
- 1952: Mädels ahoi (Skirts Ahoy!)
- 1952: Der rote Engel (Scarlet Angel)
- 1953: Du und keine andere (Dream Wife)
- 1953: Sombrero
- 1954: Ihre zwölf Männer (Her Twelve Men)
- 1955: Der gläserne Pantoffel (The Glass Slipper)
- 1955: Unterbrochene Melodie (Interrupted Melody)
- 1957: Hongkong war ihr Schicksal (The Seventh Sin)
- 1957: Der Schatz des Gehenkten (The Law and Jake Wade)
- 1958: Geraubtes Gold (The Badlanders)